# Fumarato de amonio
El Fumarato de amonio es la sal amónica del ácido fumárico. La industria alimentaria lo suele emplear como un aditivo con capacidades de regulador de acidez y saborizante de productos horneados (pan y repostería) se codifica como: E368.